# Ferdinando Forlati
Ferdinando Forlati (Verona, 1º novembre 1882 – Venezia, 18 luglio 1975) è stato un ingegnere e architetto italiano, fu molto attivo nel Veneto e legò il suo nome al recupero e alla ristrutturazione di numerosi esempi del patrimonio architettonico regionale.

## Biografia

### Le origini e la formazione
Nato da Agostino e da Silvia Rubinelli, secondogenito di tre figli, proveniva da una famiglia di orologiai. Dopo aver frequentato il liceo ginnasio "Maffei", pur essendo appassionato di pittura e incisione, seguì il volere del padre e si iscrisse al corso di ingegneria civile dell'Università di Padova, laureandosi nel 1907. Non trascurò comunque gli interessi artistici: dai suoi quaderni di appunti risulta che tra il 1909 e il 1910 seguì le lezioni di storia dell'arte tenute a Padova da Andrea Moschetti.

### Periodo veneziano
Riuscì a coniugare la competenza tecnica e la passione per l'arte quando, assunse il ruolo di architetto restauratore alla Soprintendenza dei Monumenti di Venezia (1910-1926).
I lavori da lui diretto intorno al 1910 nella Chiesa di S. Zaccaria includono, oltre ai rafforzamenti statici della fondazioni della facciata, la rimessa in valore della chiesa vecchia e della sua cripta, della Cappella d'Oro e del pavimento del sec. XII.
Richiamato alle armi durante la prima guerra viene assegnato alla protezione dei monumenti; in quella occasione dirigerà il trasporto dei cavalli di San Marco e di altre opere d'arte, prima sul Po e poi a Roma, collaborando con Ugo Ojetti.
Subito dopo la guerra nel 1919, fu responsabile del restauro dell'Abbazia di Santa Maria (Follina). Il complesso abbaziale cistercense dei secoli XII-XIII era stato trascurato da anni ed, in parte, venduto a privati. Inoltre la chiesa aveva subito gravi danni durante la prima guerra mondiale.
A Venezia, a partire dal 1920 si occupò della ristrutturazione della basilica dei Santi Giovanni e Paolo, uno dei suoi primi cantieri, dove poté provare delle innovative tecniche di consolidamento. 
Fu qui che per la prima volta applicò le tecniche più nuove nel campo del consolidamento, attuando una sorta di chirurgia statica. Imbrigliò le strutture pericolanti con una ingabbiatura, parte in ferro e parte in cemento armato, celandola entro le strutture, ancorando saldamente il tutto alle nuove opere di sottofondazione.
A Murano si occupò invece del restauro della chiesa di San Donato e di San Pietro Martire. A Torcello fece delle importanti scoperte, mettendo in luce strutture paleocristiane e medioevali presso la Basilica di Santa Maria Assunta.

### Il progetto per Castelvecchio a Verona

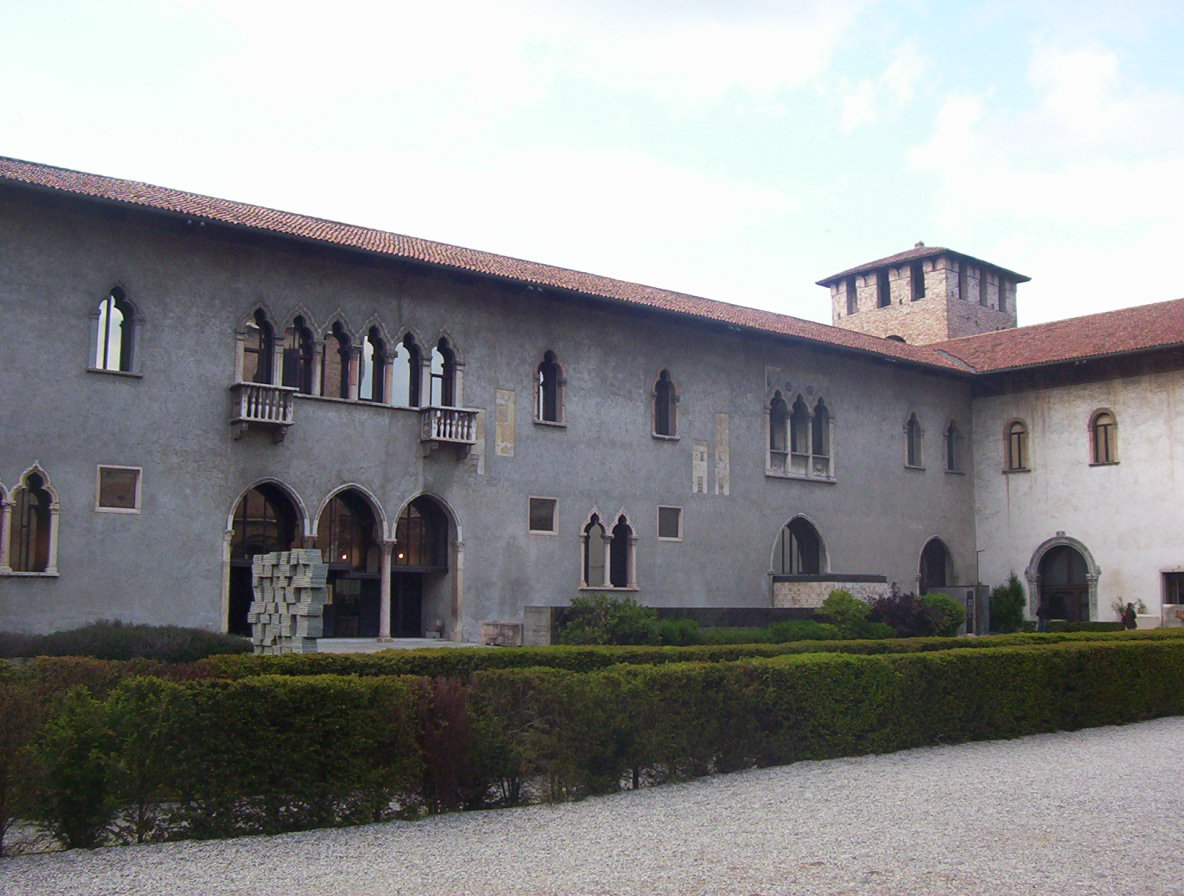
Facciata del Museo di Castelvecchio, ristrutturata da Ferdinando Forlati e Antonio Avena

Nel 1923 presenta il progetto per il restauro di Castelvecchio a Verona, in collaborazione con Antonio Avena. Con questo restauro, che comprese i camminamenti, le merlature e le torri, si voleva restituire alla città il suo simbolo della dominazione scaligera passata.
La scelta dell'inserimento sulla facciata di elementi gotici e rinascimentali fu oggetto di numerose critiche da parte dei cittadini che costrinsero il sindaco di allora, Vittorio Raffaldi, a difendere l'opera pubblicamente.

### Architetto nel Veneto
Negli anni successivi Forlati girò molto per il Veneto assumendo diversi ed importanti incarichi.
Nel 1926 diviene Soprintendente alle Opere di Antichità e d'Arte per il Friuli-Venezia Giulia. Ad Udine si occupa del restauro del castello e della cattedrale. Lavora anche a Capodistria prima di fare ritorno a Venezia. Nel 1939 si reca a Padova per seguire il consolidamento delle fondazioni della Torre degli Anziani.
Ferdinando Forlati durante la sua lunga attività nella Sopraintendenza di Venezia (1910-1935, 1936-1952) e presso la Soprintendenza alle Opere di Antichità e d'Arte per il Friuli e la Venezia Giulia (1926-1935) documentò in prima persona tutti gli interventi di restauro e consolidamento. Numerosissimi sono infatti i contributi pubblicati nei periodici del settore - «Palladio», «Arte Veneta», «Bolletino d'Arte», «Le Arti», «Memorie storiche forgiulesi», «Emporium», «Quaderni di Restauro», «Archeografo Triestino», «Architettura e Cantiere», «Atti e Memorie della Società Istriana di Archeologia e Storia Patria» - e negli atti relativi a conferenza e convegni

### Gli anni della seconda guerra mondiale
Durante la seconda guerra mondiale si occupa di provvedere alla protezione antiaerea di molti monumenti veneziani. Nel 1946 terminava il restauro del duomo di Vicenza seguito da altre opere architettoniche della città (come Arco delle Scalette, Loggia vescovile, Basilica palladiana).
A Treviso si occupò del Duomo e di altre chiese ed edifici medioevali.
Terminata la guerra si occupò di numerose altre ristrutturazioni e fu chiamato per numerose consulenze persino in Austria.